# Muzyka w Starym Krakowie
Muzyka w Starym Krakowie – coroczny festiwal muzyki poważnej w Krakowie odbywający się od 15 do 31 sierpnia. Jego założycielem i dyrektorem artystycznym jest Stanisław Gałoński. Festiwal jest organizowany przez Fundację dla Realizacji Siedziby Capellae Cracoviensis.

## Historia
Festiwal „Muzyka w Starym Krakowie” jest jednym z najstarszych festiwali polskich, który powstał w 1976. Jego założycielem jest Stanisław Gałoński.
Zadaniem festiwalu było wypełnienie repertuarowej pustki w sezonowej przerwie instytucji muzycznych i dostarczenie atrakcyjnej oferty koncertowej turystom licznie odwiedzającym Kraków. Uznano, że uniwersalny język muzyki najbardziej nadaje się do uatrakcyjnienia oferty turystycznej miasta. Pomysłodawca festiwalu Stanisław Gałoński został zainspirowany do jego realizacji przez prezydenta Krakowa (Jerzego Pękalę), któremu zależało na powstaniu letniej, cyklicznej imprezy muzycznej w Krakowie. Władze miasta udzieliły też inicjatywie niezbędnego wsparcia. Do dzisiaj „Muzyka w Starym Krakowie” jest finansowana w głównej mierze ze środków Miasta Kraków.
Festiwal w swoim założeniu nie ogranicza się do prezentacji twórczości określonego kompozytora, gatunków muzycznych, epoki czy kręgu kulturowego. Jedyną klamrą spajającą wydarzenia muzyczne są zabytkowe wnętrza krakowskich kościołów, klasztorów, pałaców i sal koncertowych. To z myślą o konkretnych lokalizacjach rodzą się pomysły koncertów. W repertuarze festiwalu oprócz dzieł europejskiej klasyki muzycznej, muzyki dawnej, nierzadko można znaleźć dzieła i wykonawców odwołujących się do odległych, egzotycznych kultur i tradycji.
„Muzyka w Starym Krakowie” jest festiwalem wykonawczym, to wykonawcy sugerują program, który najlepiej odzwierciedla ich muzyczne gusty i upodobania. Zasadą festiwalu jest także zachowanie różnorodności form i gatunków muzycznych w każdej z edycji. Festiwal „Muzyka w Starym Krakowie”, jako jedno z pierwszych cyklicznych wydarzeń muzycznych w Polsce, wykorzystywał przestrzenie świątyń katolickich do koncertowania. Festiwal przyczynił się do upowszechnienia nocnej iluminacji Krakowa. W ramach festiwalu oświetlano Ołtarz Mariacki i Witraż Sąd Ostateczny w bazylice Ojców Franciszkanów.
Od początku swojego istnienia do 2009 festiwal „Muzyka w starym Krakowie” był związany instytucjonalnie z zespołem i instytucją kultury Capella Cracoviensis.
Od 2010 organizatorem festiwalu jest Fundacja dla Realizacji Siedziby Capellae Cracoviensis. W 2014 powstał zainspirowany wzorem „Muzyki w Starym Krakowie” festiwal „Muzyka w Starym Lwowie” (Музика в старому Львові).

## Lokalizacje koncertów
Ważną rolę w kolejnych edycjach „Muzyki w Starym Krakowie” odgrywa lokalizacja wydarzeń festiwalowych. Znane krakowskie zabytki i obiekty o szczególnej wartości kulturowej, w których odbywają się koncerty festiwalowe, to między innymi:
- katedra królewska na Wawelu
- bazylika Mariacka w Krakowie
- opactwo Benedyktynów w Tyńcu
- kościół św. Piotra i Pawła w Krakowie
- bazylika Ojców Franciszkanów w Krakowie
- bazylika Ojców Dominikanów w Krakowie
- kościół Bernardynów w Krakowie
- bazylika Ojców Paulinów na Skałce
- bazylika Ojców Jezuitów
- bazylika Ojców Karmelitów
- kościół Sióstr Norbertanek
- Collegium Maius Uniwersytetu Jagiellońskiego
- Collegium Novum UJ
- Stara Synagoga
- synagoga Tempel w Krakowie
- synagoga Kupa
- synagoga Izaaka
- kościół ewangelicki św. Marcina
- kolegiata św. Anny
- kościół św. Katarzyny
- Galeria Sztuki Polskiej XIX wieku w Sukiennicach
- Filharmonia w Krakowie
- Aula Akademii Muzycznej „Florianka”
- Pałac Potockich w Krakowie
- Gmach Arsenału – Muzeum Czartoryskich
- kaplica św. Kingi w Kopalni Soli w Wieliczce

Niektóre z wydarzeń festiwalowych odbywały się także poza krakowską metropolią – między innymi w Zakopanem, Nowym i Starym Sączu, Bochni, Wieliczce, Trzebini, Rabce czy w Mielcu.

## Artyści
Wśród artystów, którzy wystąpili na Festiwalu (1976–2015), znaleźli się m.in.:
Pianiści: Piotr Paleczny (1978), Grigorij Sokołow (1989, 2008, 2010, 2012, 2014, 2015), Rem Urasin (2001, 2003, 2010), Ingolf Wunder (2011), Krystian Zimerman (1977),  Waldemar Malicki (1986, 1992, 1993, 1999, 2002), Ewa Pobłocka (1985) Fu Cong (1993) Christian Zacharias (2010)
Klawesyniści: Bob van Asperen (2000, 2002) Rinaldo Alessandrini (1988, 2005) Igor Kipnis (1991, 1992) Lars Ulrik Mortensen (2006) Rafael Puyana (2003) Elżbieta Stefańska (Łukowicz) (1978, 1979, 1980, 1982, 1985, 1991, 1994, 1995, 1996, 1998, 1999, 2000, 2001, 2003, 2011, 2012, 2013, 2015)
Wiolonczela:  Iwan Monighetti (1985, 1986, 1996, 1998, 2000, 2003, 2004, 2009, 2010, 2012, 2013, 2015)
Skrzypkowie: Kaja Danczowska (1981, 2005, 2006, 2007, 2010, 2012, 2015) Ida Haendel (2004, 2007) Krzysztof Jakowicz (1984, 1986, 1992, 1993, 1996, 1998, 2000, 2009, 2010, 2014, 2015) Konstanty Andrzej Kulka (1979) Shlomo Mintz (1991) Daniel Stabrawa (1978, 1979, 1981, 1989, 1991, 1993, 1995, 2001, 2006, 2008, 2009, 2010, 2011, 2015) Henryk Szeryng (1987)
Viola da gamba: Jordi Savall (1984, 1985, 1987, 1988, 1996, 1997, 1998, 2004)
Organy: Andrzej Białko (1989, 1992, 1993, 1994, 1995, 1996, 1998, 2000, 2005, 2006, 2007, 2008, 2010, 2011, 2012, 2013, 2015)
Śpiewacy: Gwendolyn Bradley (2001) Emma Kirkby (1998, 2006, 2008, 2011, 2012, 2013, 2014) Ewa Podleś (1980, 1984, 1997) Paul Esswood (1999, 2000, 2001, 2002, 2003, 2006, 2008, 2010) Andrzej Dobber (1986) Joel Frederiksen (2010, 2011, 2012, 2013, 2014) Andrzej Hiolski (1977, 1978, 1979, 1981, 1983, 1986, 1988, 1989, 1990, 1994, 1995, 1996, 1997, 1998, 1999)
Gitarzyści: Pepe Romero (1991, 92, 2007, 09) Krzysztof Pełech (1997, 2004)
Dyrygenci: Gabriel Chmura (2002, 2005, 2010) Agnieszka Duczmal (2009) Paul Esswood (2001, 2002, 2003) Stanisław Gałoński (1976, 1977, 1983, 1983–2008, 2010–2015) Christopher Hogwood (1991) Jacek Kaspszyk (1979, 2006, 2008) Jerzy Katlewicz (1977,78, 84, 86) Kazimierz Kord (1979) Stanisław Krawczyński (1988, 1991–1994, 1996–1999, 2001–2009, 2012, 2015) Shlomo Mintz (1991) Iwan Monighetti (2000) Krzysztof Penderecki (1988, 1992, 2015) Witold Rowicki (1977) Jerzy Semkow (1997) Tadeusz Strugała (1982, 1983, 1984, 1999, 2002, 2006, 2007, 2008, 2011, 2014) Stefan Stuligrosz (1978, 1981, 1985) Antoni Wit (1978, 1993, 1995, 1998, 2000) Jerzy Maksymiuk (1977, 1978, 1984)
Kierownicy artystyczni zespołów: Claudio Abbado (1990) Rinaldo Alessandrini (2005)  Christopher Hogwood (1991)  Marcel Pérès (2015) Jordi Savall (1985, 1998)
Orkiestry, zespoły instrumentalne i wokalne: Anonymous 4 (1998, 2003) Capella Bydgostiensis (1976, 1978, 1979, 1980, 1985, 2001) Capella Cracoviensis (1976–2008) Europa Galante (2004)  Academy of Ancient Music (1991) Hespèrion XX (1985, 1988, 1997, 1998)  Hespèrion XXI (2004) Kwartet Śląski (1998, 2004, 2006) Kwartet Wilanowski(1978, 1980, 1981, 1983, 1984, 1997, 1999) La Fenice (2010) Sinfonietta Cracovia (2010, 2012, 2014, 2015) The Hilliard Ensemble (1983, 1985, 1992, 1996, 2002, 2007) Orkiestry i chóry filharmoniczne: Filharmonia Krakowska (1976, 1977, 1978, 1982, 1983, 1984, 1986, 1988, 1989, 1992, 1997, 2006, 2007, 2009, 2010, 2012, 2015) Filharmonia Narodowa (1977, 1979) Filharmonia Śląska (1983, 1991–1995) Narodowa Orkiestra Symfoniczna Polskiego Radia (2000, 2002, 2005)

## Cykle festiwalowe
W ramach czterdziestej edycji festiwalu pojawiły się cykle tematyczne:
- Krakowscy uczestnicy Międzynarodowego Konkursu Pianistycznego im. F. Chopina
- Młode talenty – cykl służący promowaniu zdolnych studentów wyższych szkół muzycznych

## Muzyka w Starym Lwowie (Музика в старому Львові, Music in Old Lviv)
Festiwal „Muzyka w Starym Lwowie” powstał w 2014 z inicjatywy Jurija Łuciwa, profesora Akademii Muzycznej we Lwowie i Sierhieja Burki, kierownika artystycznego zespołu „Wirtuozi Lwowa”, przy czynnym wsparciu dyrektora artystycznego festiwalu „Muzyka w Starym Krakowie” Stanisława Gałońskiego. Inicjatywę wsparli również mer Lwowa Andrij Sadowy, oraz prezydent Krakowa Jacek Majchrowski. Lwowscy propagatorzy festiwalu to artyści związani wieloletnią współpracą z „Muzyką w Starym Krakowie”. Koncerty lwowskiego festiwalu, tak samo jak w przypadku Krakowa, są organizowane w zabytkowych gmachach miejskich (np. w Pałacu Potockich, refektarzu Ojców Dominikanów, cerkwi Przemienienia Pańskiego, kościele św. Magdaleny, katedrze św. Jura, kościele św. Piotra i Pawła, cerkwi Przemienienia Pańskiego, na dziedzińcach Kamienicy Królewskiej, placu Muzealnym, dziedzińcu Ormiańskim czy we Lwowskiej Akademii Muzycznej). Festiwal nawiązuje do bogatych lwowskich tradycji muzycznych, w tym do „lwowskiego Mozarta” – kompozytora Franciszka Ksawerego Mozarta (Franz Xaver Wolfgang Mozart), syna Amadeusza, który część swojego życia spędził we Lwowie. W pierwszej edycji festiwalu znalazły się dzieła tego kompozytora. Festiwale „Muzyka w Starym Krakowie” i „Muzyka w Starym Lwowie” odbywają się w tym samym czasie, wymieniając się częściowo repertuarem i wykonawcami. Pierwsza edycja festiwalu rozpoczęła się w trudnej sytuacji politycznej związanej z walkami we wschodniej Ukrainie. Tuż przed rozpoczęciem festiwalu doszło do zamachów na merów Lwowa i Krzemieńczuka.